# Short track ai XXIV Giochi olimpici invernali - 1000 m femminile
La gara dei 1000 metri femminile di short track dei XXIV Giochi olimpici invernali di Pechino è stata disputata il 9 e l'11 febbraio 2022 sulla pista del Capital Indoor Stadium. Vi hanno partecipato 32 atlete provenienti da 14 nazioni.
La competizione è stata vinta dalla pattinatrice olandese Suzanne Schulting, mentre l'argento e il bronzo sono andati rispettivamente alla sudcoreana Choi Min-jeong e alla belga Hanne Desmet.

## Record
Prima della competizione il record del mondo e il record olimpico erano i seguenti:
| Record mondiale | 1'26"661 | Shim Suk-hee Corea del Sud | 21 ottobre 2012 Calgary, Canada |
| Record olimpico | 1'28"771 | Valérie Maltais Canada     | 18 febbraio 2014 Soči, Russia   |

Durante la competizione è stato battuto il seguente record:
| Data        | Evento     | Atleta            | Nazione     | Tempo    | Record          | Nota  |
| ----------- | ---------- | ----------------- | ----------- | -------- | --------------- | ----- |
| 9 febbraio  | Batteria 2 | Suzanne Schulting | Paesi Bassi | 1'27"292 | Record olimpico | [ 4 ] |
| 11 febbraio | Quarto 1   | Suzanne Schulting | Paesi Bassi | 1'26"514 | Record mondiale | [ 5 ] |

## Risultati

### Batterie
Batteria 1
| Pos. | Atleta          | Nazione       | Tempo    | Note |
| ---- | --------------- | ------------- | -------- | ---- |
| 1    | Choi Min-jeong  | Corea del Sud | 1'28"053 | Q    |
| 2    | Selma Poutsma   | Paesi Bassi   | 1'28"115 | Q    |
| 3    | Anna Vostrikova | ROC           | 1'28"290 | q    |
| 4    | Kathryn Thomson | Gran Bretagna | 1'30"037 |      |

Batteria 2
| Pos. | Atleta            | Nazione     | Tempo    | Note |
| ---- | ----------------- | ----------- | -------- | ---- |
| 1    | Suzanne Schulting | Paesi Bassi | 1'27"292 | Q,   |
| 2    | Han Yutong        | Cina        | 1'27"401 | Q    |
| 3    | Corinne Stoddard  | Stati Uniti | 1'27"528 | q    |
| 4    | Shione Kaminaga   | Giappone    | 1'28"465 |      |

Batteria 3
| Pos. | Atleta            | Nazione     | Tempo    | Note |
| ---- | ----------------- | ----------- | -------- | ---- |
| 1    | Qu Chunyu         | Cina        | 1'30"342 | Q    |
| 2    | Xandra Velzeboer  | Paesi Bassi | 1'30"454 | Q    |
| 3    | Gwendoline Daudet | Francia     | 1'31"734 |      |
| 4    | Zsófia Kónya      | Ungheria    | -        | DNF  |

Batteria 4
| Pos. | Atleta             | Nazione    | Tempo    | Note |
| ---- | ------------------ | ---------- | -------- | ---- |
| 1    | Arianna Fontana    | Italia     | 1'30"066 | Q    |
| 2    | Sumire Kikuchi     | Giappone   | 1'30"154 | Q    |
| 3    | Olga Tikhonova     | Kazakistan | 1'56"438 |      |
| -    | Sof'ja Prosvirnova | ROC        | -        | DSQ  |

Batteria 5
| Pos. | Atleta        | Nazione       | Tempo    | Note |
| ---- | ------------- | ------------- | -------- | ---- |
| 1    | Maame Biney   | Stati Uniti   | 1'27"859 | Q    |
| 2    | Lee Yu-bin    | Corea del Sud | 1'27"862 | Q    |
| 3    | Zhang Chutong | Cina          | 1'27"910 | q    |
| 4    | Kim Boutin    | Canada        | -        | DNF  |

Batteria 6
| Pos. | Atleta           | Nazione       | Tempo    | Note |
| ---- | ---------------- | ------------- | -------- | ---- |
| 1    | Courtney Sarault | Canada        | 1'27"798 | Q    |
| 2    | Hanne Desmet     | Belgio        | 1'27"836 | Q    |
| 3    | Kim A-lang       | Corea del Sud | 1'28"680 |      |
| 4    | Yuki Kikuchi     | Giappone      | 1'28"764 |      |

Batteria 7
| Pos. | Atleta                | Nazione | Tempo    | Note |
| ---- | --------------------- | ------- | -------- | ---- |
| 1    | Natalia Maliszewska   | Polonia | 1'29"610 | Q    |
| 2    | Ekaterina Efremenkova | ROC     | 1'29"734 | Q    |
| 3    | Alyson Charles        | Canada  | 1'29"863 | ADV  |
| -    | Tifany Huot-Marchand  | Francia | -        | DSQ  |

Batteria 8
| Pos. | Atleta            | Nazione     | Tempo    | Note |
| ---- | ----------------- | ----------- | -------- | ---- |
| 1    | Kristen Santos    | Stati Uniti | 1'28"237 | Q    |
| 2    | Petra Jászapáti   | Ungheria    | 1'28"392 | Q    |
| 3    | Cynthia Mascitto  | Italia      | 1'28"471 |      |
| 4    | Kamila Stormowska | Polonia     | 1'28"567 |      |

### Quarti di finale
Quarto di finale 1
| Pos. | Atleta            | Nazione     | Tempo    | Note |
| ---- | ----------------- | ----------- | -------- | ---- |
| 1    | Suzanne Schulting | Paesi Bassi | 1'26"514 | Q,   |
| 2    | Xandra Velzeboer  | Paesi Bassi | 1'26"592 | Q    |
| 3    | Corinne Stoddard  | Stati Uniti | 1'27"912 | q    |
| 4    | Qu Chunyu         | Cina        | 1'28"355 |      |
| 5    | Han Yutong        | Cina        | 1'31"638 |      |

Quarto di finale 2
| Pos. | Atleta                | Nazione       | Tempo    | Note |
| ---- | --------------------- | ------------- | -------- | ---- |
| 1    | Lee Yu-bin            | Corea del Sud | 1'29"120 | Q    |
| 2    | Maame Biney           | Stati Uniti   | 1'29"225 | Q    |
| 3    | Ekaterina Efremenkova | ROC           | 1'29"434 |      |
| 4    | Anna Vostrikova       | ROC           | 1'30"021 |      |
| 5    | Natalia Maliszewska   | Polonia       | 1'48"908 |      |

Quarto di finale 3
| Pos. | Atleta           | Nazione  | Tempo    | Note |
| ---- | ---------------- | -------- | -------- | ---- |
| 1    | Arianna Fontana  | Italia   | 1'29"324 | Q    |
| 2    | Hanne Desmet     | Belgio   | 1'29"388 | Q    |
| 3    | Courtney Sarault | Canada   | 1'29"450 |      |
| 4    | Zhang Chutong    | Cina     | 1'29"755 |      |
| 5    | Sumire Kikuchi   | Giappone | 1'37"170 |      |

Quarto di finale 4
| Pos. | Atleta          | Nazione       | Tempo    | Note |
| ---- | --------------- | ------------- | -------- | ---- |
| 1    | Kristen Santos  | Stati Uniti   | 1'28"393 | Q    |
| 2    | Choi Min-jeong  | Corea del Sud | 1'28"722 | Q    |
| 3    | Petra Jászapáti | Ungheria      | 1'28"786 | q    |
| 4    | Selma Poutsma   | Paesi Bassi   | 1'29"077 |      |
| 5    | Alyson Charles  | Canada        | 1'30"161 |      |

### Semifinali
Semifinale 1
| Pos. | Atleta            | Nazione       | Tempo    | Note |
| ---- | ----------------- | ------------- | -------- | ---- |
| 1    | Suzanne Schulting | Paesi Bassi   | 1'28"108 | QA   |
| 2    | Hanne Desmet      | Belgio        | 1'28"166 | QA   |
| 3    | Lee Yu-bin        | Corea del Sud | 1'28"170 | QB   |
| 4    | Maame Biney       | Stati Uniti   | 1'28"806 | QB   |
| 5    | Petra Jászapáti   | Ungheria      | 1'28"827 | QB   |

Semifinale 2
| Pos. | Atleta           | Nazione       | Tempo    | Note |
| ---- | ---------------- | ------------- | -------- | ---- |
| 1    | Kristen Santos   | Stati Uniti   | 1'26"783 | QA   |
| 2    | Arianna Fontana  | Italia        | 1'26"811 | QA   |
| 3    | Choi Min-jeong   | Corea del Sud | 1'26"850 | QA   |
| 4    | Corinne Stoddard | Stati Uniti   | 1'27"626 | QB   |
| 5    | Xandra Velzeboer | Paesi Bassi   | 1'27"777 | QB   |

### Finali
Finale A
| Pos.    | Atleta            | Nazione       | Tempo    | Note |
| ------- | ----------------- | ------------- | -------- | ---- |
| Oro     | Suzanne Schulting | Paesi Bassi   | 1'28"391 |      |
| Argento | Choi Min-jeong    | Corea del Sud | 1'28"443 |      |
| Bronzo  | Hanne Desmet      | Belgio        | 1'28"928 |      |
| 4       | Kristen Santos    | Stati Uniti   | 1'42"745 |      |
| -       | Arianna Fontana   | Italia        | -        | DSQ  |

Finale B
| Pos. | Atleta           | Nazione       | Tempo     | Note |
| ---- | ---------------- | ------------- | --------- | ---- |
| 5    | Xandra Velzeboer | Paesi Bassi   | 1'29'"668 |      |
| 6    | Lee Yu-bin       | Corea del Sud | 1'29"739  |      |
| 7    | Corinne Stoddard | Stati Uniti   | 1'29"845  |      |
| 8    | Petra Jászapáti  | Ungheria      | 1'30"249  |      |
| 9    | Maame Biney      | Stati Uniti   | 1'30"736  |      |